# Phaiogramma
Phaiogramma là một chi bướm đêm thuộc họ Geometridae.

## Các loài
Bao gồm các loài:
- Phaiogramma etruscaria – (Zeller, 1849)